# 3 Ukraińska Armia Radziecka
3 Ukraińska Armia Radziecka (ukr. 3-тя українська радянська армія) – wielka jednostka Armii Czerwonej, utworzona 15 kwietnia 1919 na podstawie rozkazu dowództwa Frontu Ukraińskiego z dnia 24 marca 1919, z oddziałów grupy wojsk kierunku odeskiego.

## Skład 3 Armii
- 5 Ukraińska Dywizja Radziecka
- 6 Ukraińska Dywizja Radziecka

W maju 1919 do 3 Armii dołączono również:
- 1 Besarabską Dywizję Radziecką
- 2 Międzynarodową Dywizję Radziecką

W czerwcu 1919 weszła w skład 12 Armii Frontu Zachodniego.